# 北方巨恐鳥
北方巨恐鳥（学名：Dinornis novaezealandiae）是一種已絕跡的巨型鳥類。其种加词“novaezealandiae”意为“新西兰的”。

## 分類
這是一種平胸鳥是鴕鳥的近親。和鴕鳥一樣是不會飛的鳥。北方巨型恐鳥的起源可能是因為牠們的早期祖先能夠飛行並飛到紐西蘭北島。

## 滅絕
在新克里多尼亞人到紐西蘭前，有好幾種恐鳥住在紐西蘭，但當毛利人(新克里多尼亞人的紐西蘭分支)抵達紐西蘭後，恐鳥陸續消失，本種因體性巨大，高達3公尺，可能在12、13世紀就滅絕了，但也有學者認為到18世紀之前仍有族群存在於紐西蘭北島的森林中。